# Eau dans le monde

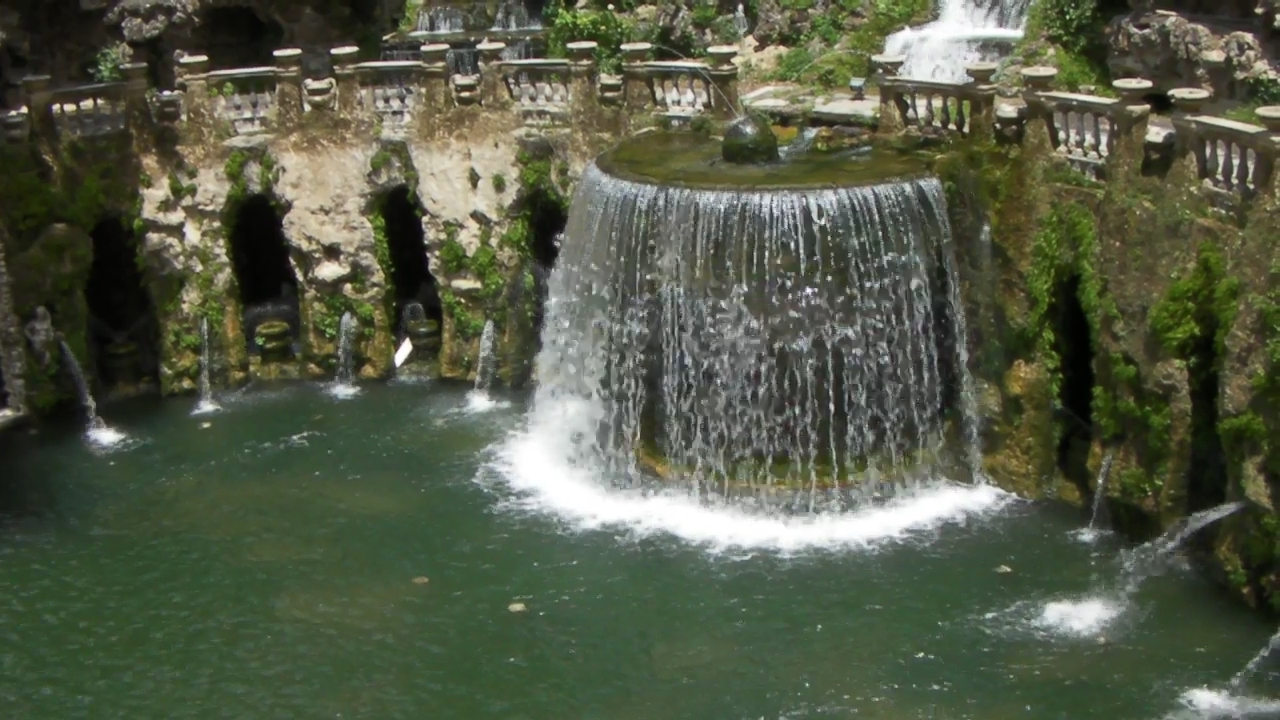
Grandes chutes d'eau

L'eau dans le monde est une ressource abondante mais inégalement répartie. Un grosse partie de l'eau sur Terre n'est pas potable (polluée, trop salée) ou difficilement accessible (souterraine, Iceberg, glacier, etc.). L'accès à l'eau potable est inégalement répartie entre les pays du Nord et les pays du Sud. L'eau a des usages variés, qu'ils soient agricoles, industriels, ou domestiques.
Depuis longtemps, les hommes ont su tirer profit des ressources en eau en s'installant près des grands fleuves, des lacs et des littoraux, en utilisant les fleuves pour se déplacer, et en créant des aménagements pour capter l'eau, la traiter, la transporter, et la distribuer aux consommateurs. La dégradation de la qualité de l'eau peut engendrer des risques sanitaires et environnementaux. Du fait de sa répartition inégale, la maîtrise des approvisionnements en eau engendre des tensions dans plusieurs régions du monde.

## Historique
Dans l'Antiquité, la gestion de l'eau a joué un rôle central dans l'essor des premières grandes civilisations. En Égypte, les crues annuelles du Nil ont permis le développement d'une agriculture prospère grâce à un système d'irrigation sophistiqué. En Mésopotamie, les Sumériens, Babyloniens et Assyriens ont construit des canaux et des réservoirs pour contrôler les eaux du Tigre et de l'Euphrate, assurant ainsi leur subsistance dans un climat aride.
En Asie, la Chine ancienne a développé de vastes réseaux d'irrigation, notamment sous la dynastie Zhou, avec la construction de digues et de canaux pour maîtriser le fleuve Jaune et le Yangzi Jiang. En Inde, la civilisation de la vallée de l'Indus a mis en place un système d'assainissement avancé, avec des cités comme Mohenjo-Daro dotées d’égouts et de bains publics.
Dans l’Empire romain, l’eau était un élément clé de l’urbanisation. Les Romains ont perfectionné les aqueducs, permettant d’acheminer l’eau sur de longues distances jusqu’aux villes. Ces infrastructures alimentaient les thermes, les fontaines et les latrines publiques, contribuant à l’hygiène et au bien-être de la population.
Au Moyen Âge, la gestion de l’eau a continué d’évoluer avec la construction de moulins hydrauliques en Europe et en Asie, facilitant l’agriculture et l’industrie. Dans le monde islamique, des systèmes ingénieux comme les qanats en Perse et les norias en Espagne musulmane ont permis d’optimiser l’irrigation.
À l’époque moderne, la révolution industrielle a marqué un tournant dans l’utilisation de l’eau, avec l’essor des barrages, des systèmes de distribution d’eau potable et des premières stations d’épuration. Aujourd’hui, l’accès à l’eau reste un enjeu majeur à l’échelle mondiale, avec des défis liés à la pollution, au réchauffement climatique et aux inégalités d’accès entre les différentes régions du monde.

## Une ressource abondante sur Terre mais inégalement répartie
La Terre est appelée « la planète bleue » car l'eau recouvre 70,8 % de sa surface. La surface des mers et des océans est donc plus importante que celle des terres émergées. Mais l'eau douce, n'en recouvre qu'une partie infime. En effet, l'eau de mer constitue 97,5 % de l'eau mondiale. Ne laissant ainsi qu'une petite quantité d'eau douce répartie de la manière suivante : 
- 70 % de l'eau douce est retenue sous forme de neige ou de glaciers sur les montagnes, ou dans les inlandsis (couche de glace très épaisse, qui recouvre une terre, une île ou un continent).
- 29,7 % sont des eaux souterraines contenues dans des nappes aquifères (réserves d'eaux souterraines plus ou moins profondes). Elles se divisent de la manière suivante :
  - les nappes phréatiques : Elle est peu profonde et renouvelable, elle est alimentée par les précipitations, les sources etc.
  - les nappes fossiles : Elles sont très profondes, contenues dans les régions arides ou semi-arides. Leurs exploitations les épuisent et elles sont non renouvelables.

- 0,5 % forment les eaux de surface, elles représentent moins de 1 % de toute l'eau douce à la surface de la Terre. L'eau des lacs et des rivières coule vers les mers, et participe ainsi au cycle de l'eau.

Les hommes puisent l'eau douce dans les nappes phréatiques, les nappes fossiles, et dans les eaux de surface.

## Un accès inégal à l'eau
Les ressources hydriques sont mal réparties entre les pays, les régions et les hommes. Certaines régions subissent un stress hydrique : une situation critique caractérisée par une indisponibilité en eau, cela implique une pénurie.

Cartes du stress hydrique et de la pénurie d'eau dans le monde.
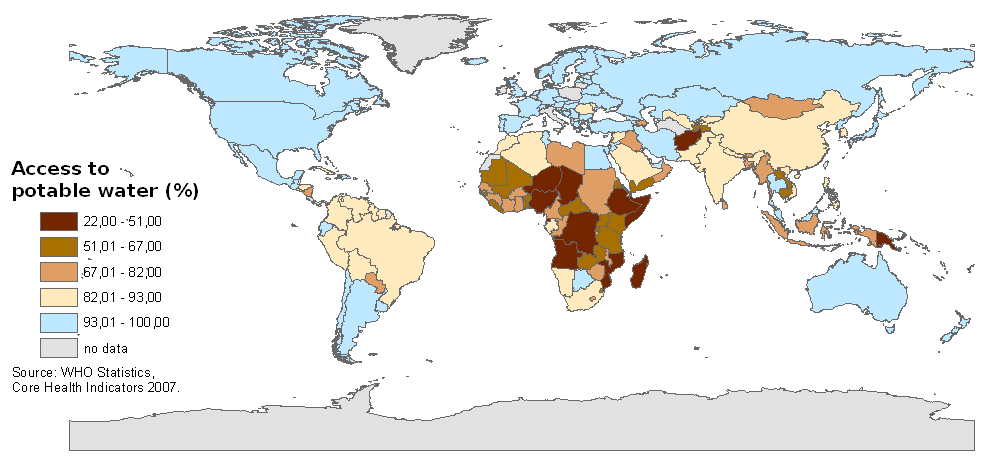
Part de la population ayant accès à l'eau potable en 2005.
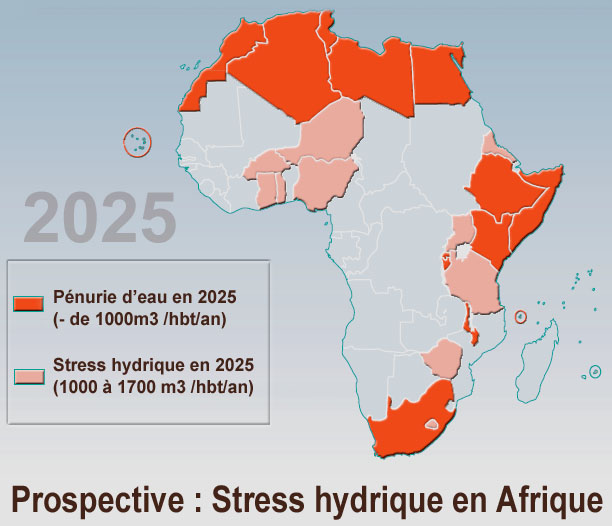
Estimation de l'ONU de la pénurie d'eau ou de stress hydrique en Afrique en 2025.

Les zones froides sont faiblement peuplées alors qu'elles disposent de beaucoup d'eau. Les régions arides sont au contraire très peuplées et ne disposent que d'une très petite quantité d'eau.
Cinq pays disposent de la moitié des ressources mondiales en eau : la Russie, la Chine, le Canada, l'Indonésie et les États-Unis.
Ainsi, au nord les besoins en eau sont largement satisfaits, la population surconsomme et gaspille l'eau. Alors qu'au sud 1,5 milliard de personnes n'ont pas accès à une eau potable à cause de l'aridité et faute d'infrastructures suffisantes.

## Des usages variés

### Utilisation de l'eau douce par secteur
L'agriculture utilise 70 % de l’eau prélevée, pour l’irrigation (pouvant atteindre le taux de 90 % dans certaines régions du globe). Les usages industriels représentent 20 % et les usages domestiques (pour boire, cuisiner, se laver, etc.) 10 %.

### Eau agricole
Selon la FAO, l'agriculture occupe aujourd’hui 11 % de la surface des terres émergées de la planète aux fins de la production végétale et utilise autour de 70 % de toute l’eau tirée des aquifères, des cours d'eau et des lacs (eau douce),.
La quantité d'eau nécessaire à l'agriculture est très variable selon les cultures.
→ Pour connaître les consommations d'eau par type de culture, consulter : Tableau des consommations d'eau agricole par type de culture.

### Eau industrielle
L’industrie utilise de grosses quantités d’eau. Mais toute l’eau utilisée par l’industrie n’est pas forcément consommée.
Les centrales hydroélectriques par exemple ne prélèvent pas d’eau au milieu, ni a fortiori n’en consomment. L’industrie nucléaire, quant à elle, prélève l’eau en masse pour le refroidissement, mais la totalité de cette eau est ensuite rendue à la nature.
Les industries les plus gourmandes en eau sont les industries de transformation.
La consommation d’eau industrielle est très variable d’un pays à l’autre car elle dépend beaucoup du niveau de développement de chaque nation
.
→ Pour connaître les consommations d'eau par type de produit industriel, consulter : Tableau des consommations d'eau industrielle par type de produit.

### Eau domestique
L'OMS estime que chaque personne a besoin d'un minimum vital de 20 litres d’eau par jour pour répondre aux besoins fondamentaux d’hydratation et d’hygiène personnelle. Pour vivre décemment, 50 litres d’eau par jour et par personne sont nécessaires. Et pour un réel confort, il faut 100 litres par personne et par jour.
Les statistiques d'Eurostat, de l'Ifen, et du Conseil mondial de l’eau montrent tous les pays développés se situent au-dessus de ces seuils
→ Pour connaître les consommations d'eau par type d'usage domestique, consulter : Tableau des consommations d'eau domestique type d'usage.
→ Pour connaître les consommations d'eau dans quelques pays du monde, consulter : Consommation d'eau domestique par pays.

## Gestion de l'eau

### Gestion par bassins versants
La gestion de l'eau se fait de plus en plus de façon intégrée par bassin versant, sur le modèle de la gestion de l'eau en France.
La gestion intégrée des ressources en eau (GIRE), correspond à l'organisation internationale Integrated Water Resources Management (IWRM) qui a notamment été promue par le Partenariat Mondial de l'eau (GWP), en 2000.
Ce programme, associé à une méthode, est axé sur la gestion des bassins versants, considérés à l'échelle de chaque fleuve. L'IWRM est « un processus favorisant le développement et la gestion coordonnés des ressources en eau, du sol et des ressources associées, permettant de maximiser les bénéfices économiques et sociaux, de façon équitable sans compromettre la pérennité des écosystèmes vitaux » (GWP, 2000)

### Services d'eau potable et d'assainissement
La consommation mondiale d'eau a doublé en 40 ans. De ce fait, la croissance de la population mondiale et celle des activités poussent les hommes et les États à aménager les espaces.
Dans les pays les plus développés, fournir régulièrement de l'eau exige des aménagements coûteux pour gérer l'ensemble du cycle des services de l'eau :
- l'alimentation en eau potable :
  - le prélèvement d'eau et le captage (eau de surface ou eau souterraine) ;
  - le traitement de l'eau en vue d'obtenir de l'eau potable ;
  - l'adduction d'eau (transport et stockage) ;
  - la distribution d'eau aux consommateurs ;

- l'assainissement :
  - la collecte des eaux (usées et/ou pluviales) dans des réseaux unitaires ou séparatifs. ;
  - le traitement des eaux usées.

L'eau / assainissement est un domaine d'excellence de la France, qui compte trois groupes, Veolia, Suez et Saur qui sont des leadeurs mondiaux dans ce secteur.
Dans les zones rurales des pays en développement et des pays les moins avancés, la gestion de l'eau se fait de manière artisanale.

### Objectif de développement durable
Les Nations unies ont défini un objectif de développement durable (ODD 6) afin de garantir un accès universel à de l’eau potable et à l’assainissement, d'améliorer la qualité de l'eau et réduire les pollutions, assurer une utilisation efficiente des différents usages de l'eau (domestique, énergie, industriel, agriculture) et préserver les écosystèmes aquatiques.

## Les risques sanitaires et environnementaux
En plus des risques de pénurie, l'humanité est confrontée à un autre problème : la qualité de l'eau se dégrade. Ce qui entraîne des risques sanitaires pour les populations, même dans les pays développés.
Dans les pays en développement (la Chine et l'Inde), l'eau est polluée par les rejets industriels dans les fleuves et par les produits chimiques utilisés par l'agriculture qui s'infiltrent dans le sol jusqu'aux nappes phréatiques.
En Europe, en Amérique du Nord et en Asie, la moitié des lacs et des rivières sont pollués par les algues qui empoisonnent les milieux naturels.
Dans les pays du Sud, les installations d'assainissement manquent. La population doit utiliser une eau qui n'est pas saine. Quatre maladies sur cinq, et un décès sur trois sont dus à des eaux contaminées. Les maladies transmises par l'eau tuent chaque jour plus de 15 000 personnes dans le monde à cause de la diarrhée, du choléra ou de la typhoïde. Ainsi que 5 millions de personnes par an, dont la moitié sont des enfants.

## Les risques politiques

### Des tensions internationales ou entre régions d'un même pays
L'eau est nécessaire au développement d'un pays, elle est donc très convoitée. Comme elle est devenue un bien rare dans beaucoup de régions du monde, cela entraîne des rivalités entre les États, mais aussi entre différents usagers et régions d'un même pays. En Espagne par exemple, les régions du Nord ne manquent pas d'eau, tandis que les régions du sud sont déficitaires à cause du climat aride et des agricultures irriguées dans les serres.
L'eau est ainsi devenue un enjeu géopolitique, les États cherchant à contrôler les ressources hydriques, ce qui entraîne des tensions internationales pouvant déclencher des « guerres de l'eau ». On donne ci-dessous les principaux exemples de tels conflits entre les pays qui se partagent une même ressource d'eau..

### Moyen-Orient
- Israël et ses voisins, Syrie et Jordanie, se disputent les eaux du Jourdain (qui prend sa source au Liban), du Golan et des nappes aquifères profondes (Yarnon-Tanikrim et deux autres nappes localisées au Nord et à l’Est de la Cisjordanie)[11].

- La Turquie, la Syrie et l'Irak se partagent l'eau d'un même fleuve, l'Euphrate. Celui-ci prend source en Turquie et débouche en Irak. De grands aménagements hydrauliques ont lieu en amont pas très loin de la frontière avec la Syrie : Le GAP grand projet anatolien (Projet d'Anatolie du Sud-Est) entre autres celui du Birecik, qui constitue un grand barrage avec un lac de retenue. Lors de la constitution des barrages dans le cadre du GAP, les pays se trouvant en aval de ces deux fleuves subiront une perte de 70 % du débit naturel de l'Euphrate et une perte de 50 % de celui du Tigre. Cette situation crée des tensions entre les pays en amont et ceux en aval particulièrement entre la Turquie et la Syrie. Cette situation touche aux affaires politiques les plus sensibles. Plus de 15 milliards de mètres cubes d'eau de l'Euphrate passent à travers les frontières, cette quantité d'eau est ensuite partagée entre la Syrie et l'Irak, celui-ci en prend 58 %, alors que la Syrie 42 %. Le barrage de Birecik assure aux paysans anatoliens très pauvres un accroissement de leurs produits de blé (104 %), de coton (390 %) et de tomates (500 %). Ces retombées économiques permettent la création de plusieurs emplois et font augmenter le niveau de vie des habitants en attirant les investissements dans le tourisme[12].

### Asie
- La Chine, l'Inde et le Pakistan se disputent l'eau de l'Himalaya. Les projets de barrage pour sécuriser l'accès à la ressource hydrique alimentent les tensions dans ce triangle d'Asie du Sud, déjà très instable[13].

- Six pays (Thaïlande, Laos, Cambodge, Viêt Nam, Birmanie et Chine se disputent les eaux du Mékong. Une commission internationale[14] — le Comité du Mékong (Mekong River Commission) créée en avril 1995 — est consacrée à une gestion transrégionale des conflits et problèmes liés au fleuve, dans une perspective affichée de développement durable[15]. Elle comprend par la Thaïlande, le Laos, le Cambodge et le Viêt Nam. La Birmanie et la Chine n'ont de leur propre gré qu'un statut d'observateurs.

- La Chine et la Russie se disputent les eaux de l'Amour, qui matérialise la frontière entre les deux pays sur presque 1 600 km.

### Afrique
- L'Éthiopie, le Soudan et l'Égypte sont en conflit pour l'eau du Nil et de ses affluents. Considérée comme un ciment de la nation éthiopienne, la construction du grand barrage de la Renaissance, en amont du Nil bleu, inquiète l’Égypte et le Soudan, qui ont saisi l’ONU[16]

### Amérique
- Le Mexique et les États-Unis se disputent les eaux du Colorado et du Río Grande[17].